# Wolfgang Mittendorf
Wolfgang Mittendorf (* 29. April 1953 in Bielefeld) ist ein deutscher Fußballtrainer und ehemaliger Fußballspieler. Er wurde im Mittelfeld eingesetzt.

## Laufbahn
Mittendorf wechselte aus der Jugend des VfB 03 Bielefeld zu Arminia Bielefeld und wurde 1971 mit der Arminia Westfalenmeister der A-Junioren durch einen 1:0-Sieg über den VfL Bochum. In der Saison 1971/72 spielte er sechs Mal in der Bundesligamannschaft, die aufgrund des Bundesliga-Skandals zwangsabsteigen musste. Nach zwei Jahren in der Regionalliga West qualifizierte sich die Arminia für die neu eingeführte 2. Bundesliga. 1977 wurde Mittendorf mit Arminia Vizemeister, scheiterte aber in den Aufstiegsspielen zur Bundesliga am TSV 1860 München. Nach zwei Spieltagen der Saison 1977/78 wechselte Mittendorf für zwei Jahre zum VfL Osnabrück, ehe er nach der Saison 1979/80 seine Karriere beim VfB 03 Bielefeld beendete. In der 2. Bundesliga absolvierte Mittendorf 131 Spiele und erzielte sieben Tore.
Nach seiner Karriere trainierte er verschiedene Mannschaften im Amateurbereich. Beim FC Gütersloh 2000 war Mittendorf zwischen 2003 und 2004 Trainer der Frauenmannschaft, die in der damals zweitklassigen Regionalliga West spielte. Seine Tochter Maxine Birker spielt ebenfalls Fußball und stand beim Bundesligisten Herforder SV unter Vertrag.